# جينيفر روبرسون
جينيفر روبرسون (بالإنجليزية: Jennifer Roberson)‏ (26 أكتوبر 1953، كانساس سيتي في الولايات المتحدة)؛ صحفية، كاتِبة وروائية أمريكية. درست في جامعة أريزونا الشمالية.